# Kiwisili
Kiwisili (gr. Κιβισίλι) – wieś w Republice Cypryjskiej, w dystrykcie Larnaka. W 2011 roku liczyła 233 mieszkańców.